# Magyarországi Horvátok Szövetsége
A Magyarországi Horvátok Szövetsége (horvátul: Savez Hrvata u Mađarskoj) a magyarországi horvátok egyik civil, kulturális társasága.

## Története
1990-ben alakult meg a szövetség, miután a Délszláv Demokratikus Szövetség feloszlott. 1994-ig a magyarországi horvátok legnagyobb kulturális, oktatási és politikai szervezete volt. Ekkor alakult meg az Országos Horvát Kisebbségi Önkormányzat, amely átvette a szövetség helyét. A szövetség ekkortól kezdve csak a kultúrával foglalkozik.
A szövetségnek hat vezetője van, mind a 6 magyarországi horvát területről: Bácska, Gradišće (Alpokalja), Baranya vármegye, Pest vármegye, Drávamente, Zala vármegye.
Az egyik társszervezője Mohácson a dunai mosásnak.